# Sion-les-Mines

Sion-les-Mines este o comună în departamentul Loire-Atlantique, Franța. În 2009 avea o populație de 1,627 de locuitori.